# Siga el corso
Siga el corso  es un tango cuya letra pertenece a Francisco García Jiménez  en tanto que la música es de Anselmo Aieta. Fue estrenado en los bailes del Carnaval de 1926 organizados por el Club Eslava, en los que actuaba la orquesta conducida por Anselmo Aieta. Fue grabado por Ignacio Corsini en 1926, posteriormente, en el mismo año lo hizo Carlos Gardel, ambos para el sello Odeon y, posteriormente, por otros artistas.

## Los autores
Francisco García Jiménez ( Buenos Aires, Argentina, 22 de septiembre de 1899 – misma ciudad 5 de marzo de 1983 ) fue un poeta, letrista y comediógrafo que tuvo una extensa carrera en Argentina. ya en la década de 1910 algunas de sus poesías en varias publicaciones, entre ellas la revista Mundo Argentino. Su primera obra teatral, escrita en colaboración con José de la Vega, se tituló La Décima Musa y se estrenó en 1918 en el Teatro Variedades y en los años siguientes produjo una treintena de obras de teatro y cuentos y ensayos de su autoría se difundieron en El Hogar, La Prensa, La Nación, Mundo Argentino y otras publicaciones.

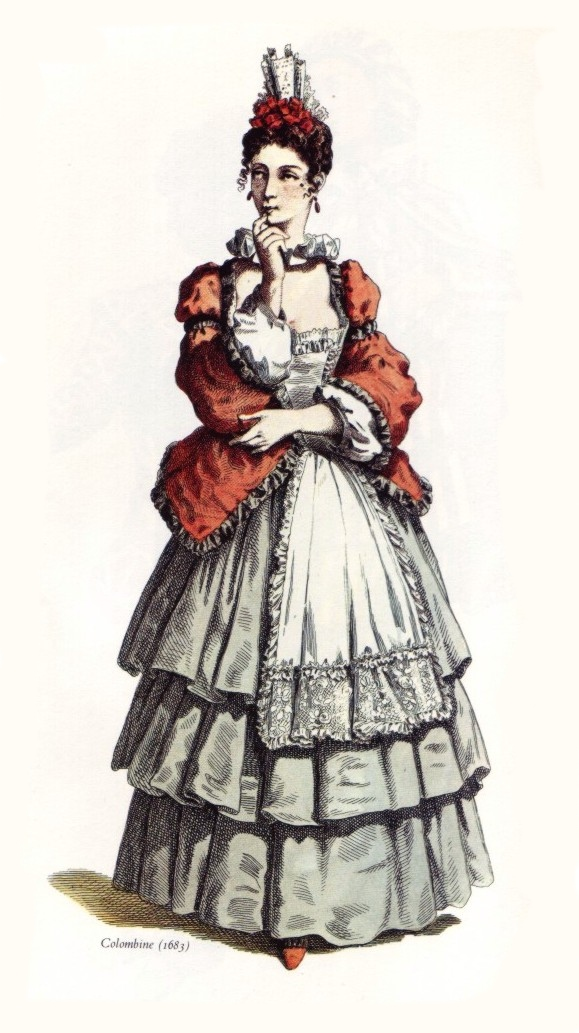
Colombina según Maurice Sand, en su libro Masques et bouffons (1860).

Entre sus libros se cuentan Así nacieron los tangos, Carlos Gardel y su época , Estampas de tango, Memorias y fantasmas de Buenos Aires, El Tango y Vida de Carlos Gardel. Para el cine colaboró en varios guiones vinculados al tango. Su faceta más destacada fue la composición de letras de tango, que comenzó en 1921 con Zorro Gris, que musicalizó Vicente Belvedere, y continuó con a lo largo de los años hasta llegar a tener más de 140 registradas en SADAIC. Algunas de sus letras fueron Allá en el cielo,  Bailongo de los domingos , Bajo Belgrano, Barrio pobre, Carnaval, Farolito de papel, El Huérfano, Lo que fuiste, Lunes, Malvón, Mariposita , La Mentirosa, Palomita blanca, Príncipe, Rosicler, Tus besos fueron míos, La última cita, La Violetera, ¡Viva la Patria! y Ya estamos iguales a las que pusieron música compositores del talento de Elvino Vardaro, Rafael Tuegols, Ricardo Tanturi, José Luis Padula, Miguel Padula y Luis Minervini.
Anselmo Aieta (San Telmo, Buenos Aires, 5 de noviembre de 1896 – 25 de septiembre de 1964) fue un bandoneonista y compositor de tango argentino. Integró diversas orquestas y llegó a dirigir su propio conjunto. Con el
poeta Francisco García Jiménez compuso sus mayores éxitos. Fue uno de los compositores favoritos de Carlos Gardel, quien grabó dieciséis de sus composiciones. Algunas de sus obras fueron El huérfano (1921), Príncipe (1922), La mentirosa (1923), Suerte loca (1925), Bajo Belgrano y Tus besos fueron míos (1926), Carnaval y La chiflada (1927), Entre sueños, Alma en pena y Yo me quiero disfrazar (1928), Prisionero, Palomita blanca, Chau ingrata, Tras cartón, Tan grande y tan sonso y Qué fenómeno, (1929), Primero campaneala y Bajo tierra (1930), Ya estamos iguales (1934), Mariposita (1940), Color de barro (1941), Estampa tanguera y Escolazo (1950).

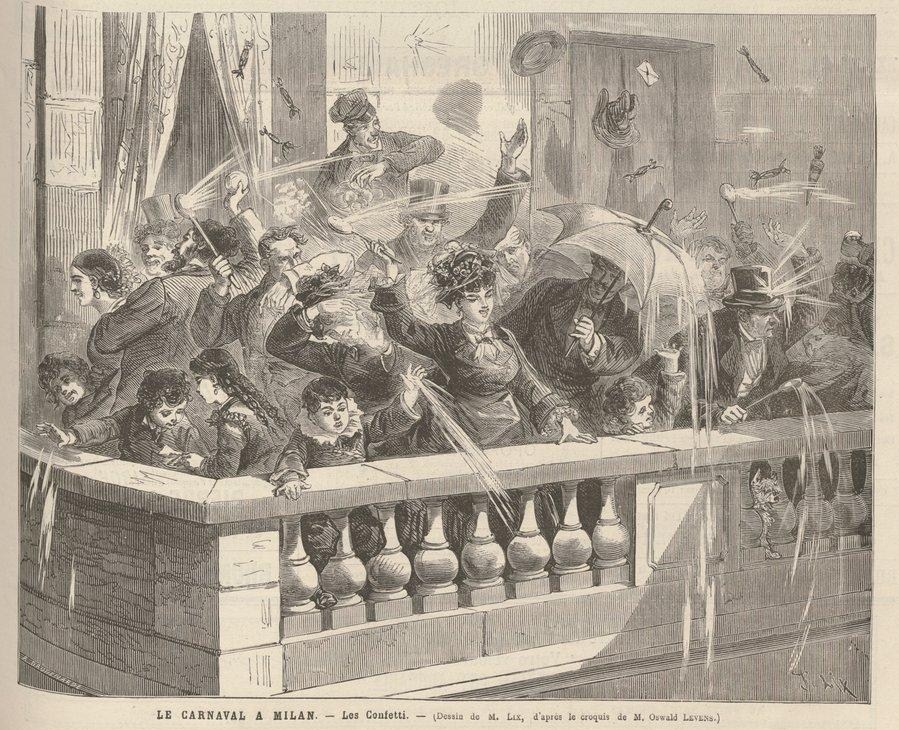
Batalla de papel picado en el Carnaval de Milán de 1884

## Comentarios
Es un tango que tras el tono festivo tiene un claro contenido dramático, que muestra el juego de seducción, la danza con avances y retrocesos que ejecutan los humanos cuando de amores se trata. Con cita de personajes arquetípicos provenientes de La Comedia Francesa y la Commedia dell’Arte italiana - la Colombina del fuego pasional que arde en su corazón; la Marquesa con los labios pintados de un rojo que le dejó el beso de un payaso- el tango no solo nos cuenta que no conocemos a quienes se ocultan tras la máscara o el antifaz sino que nos dice ese juego seguirá aun después del Corso ya que “todo el año es Carnaval” puesto que este no es sino una versión exagerada y rumbosa de la vida.
Francisco García Jiménez escribió dos tangos musicalizados por Anselmo Aieta, con una conversación entre mascaritas "sos vos, pebeta, sos vos como te va..." o "Esa colombina puso en sus ojeras humo de la la hoguera de su corazón..." y los dos fueron grabados por Carlos Gardel. En realidad, hay más de 80 composiciones en el género que tienen elementos vinculados al Carnaval.

## Grabaciones
Algunas de las grabaciones de este tango son:
- Carlos Gardel acompañado por los guitarristas José Ricardo y Guillermo Barbieri para Odeon en 1926, el 17 de diciembre de 1927, el 26 de junio de 1928 y el 6 de julio de 1928.
- Ignacio Corsini para Odeón en 1926.
- Aníbal Troilo con la voz de Alberto Marino en 1944 para RCA Victor.
- Horacio Salgán con la voz de Roberto Goyeneche en septiembre de 1953 para RCA Victor
- Luis Cardei
- Julio Sosa con la orquesta de Leopoldo Federico en noviembre de 1964 para la discográfica CBS.
- Ricardo Pereira con la orquesta de Armando Pontier para C.B.S. en 1979.
- Adriana Varela
- Edmundo Rivero con la orquesta de Horacio Salgán.